# Triflat

Nhóm triflat

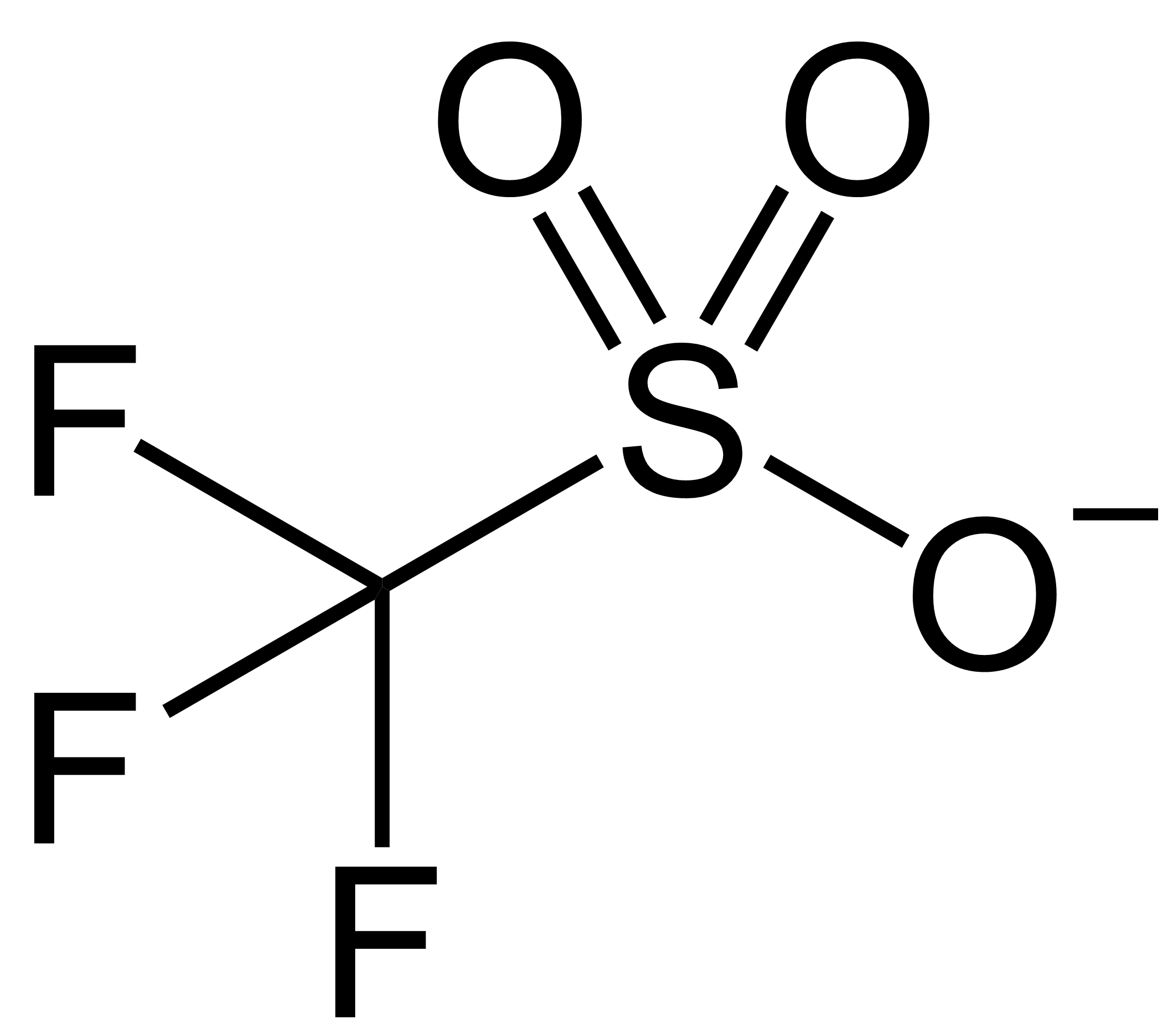
Anion triflat

Triflat, cũng được biết bởi tên quốc tế là trifluoromethanesulfonate, là một nhóm chức có công thức CF
3SO−
3. Nhóm triflate thường được đại diện bởi -OTF, khác với -Tf (triflyl). Ví dụ, n-butyl triflate có thể được viết như CH3CH2CH2CH2OTf.
Anion triflat tương ứng, CF
3SO−
3, là một ion cực kỳ ổn định, là gốc liên kết của axit triflic (CF
3SO
3OH), một trong những axit mạnh được biết đến. Nó được định nghĩa như một axit siêu mạnh, vì nó có tính axit hơn axit sulfuric tinh khiết.

## Ứng dụng
Một nhóm trifilat là một nhóm rời tuyệt vời được sử dụng trong các phản ứng hữu cơ nhất định như sự thay thế nucleophin, khớp nối Suzuki và phản ứng Heck. Vì alkyl triflat cực kỳ phản ứng trong phản ứng SN2 nên chúng phải được bảo quản trong điều kiện không có nucleophiles (như nước). Anion  ổn định của nó để ổn định cộng hưởng gây ra phí tiêu cực sẽ được lan truyền trên ba nguyên tử oxy và nguyên tử lưu huỳnh. Một sự ổn định bổ sung đã tạo được bởi nhóm trifluoromethyl như là một nhóm rút electron mạnh.
Triflates cũng đã được áp dụng như các phối tử đối với kim loại nhóm 11 và 13 cùng với lantanides.
Lithium triflates được sử dụng trong một số pin lithium ion như một thành phần của chất điện pha.
Một chất phản ứng triflating nhẹ là phenyl triflimid hoặc N, N-bis (trifluorometylsulfonyl) anilin, trong đó sản phẩm phụ là [CF3SO2N−Ph]−.

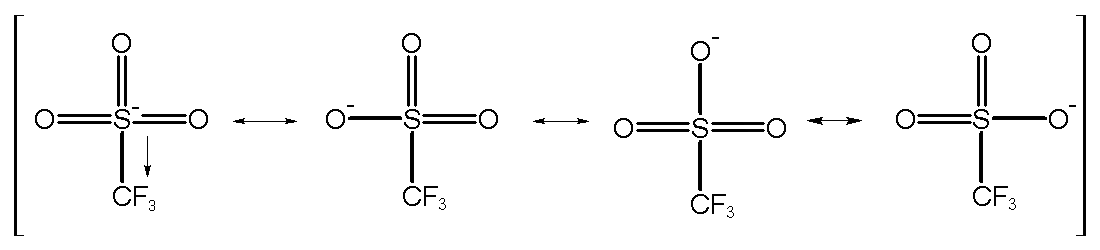
Sự ổn định triflate mesomeric

## Muối triflat
Muối triflate nhiệt rất ổn định với nhiệt nóng chảy lên đến 350 °C đối với muối natri, boron và bạc, đặc biệt khi không có nước. Chúng có thể thu được trực tiếp từ axit triflic và kim loại hydroxide hoặc cacbonat kim loại trong nước. Ngoài ra, chúng có thể thu được từ phản ứng chloride kim loại với axit triflic hoặc triflate bạc, hoặc từ phản ứng bari triflat với sulfat kim loại trong nước.
MCln + n HOTf → M(OTf)n + n HCl
MCln + n AgOTf → M(OTf)n + n AgCl ↓
M(SO4)n + n Ba(OTf)2 → M(OTf)2n + n BaSO4 ↓
Các triflates kim loại được sử dụng như các chất xúc tác axit Lewis trong hóa học hữu cơ. Đặc biệt hữu ích là các triflat lanthanit loại Ln (OTf) 3 (trong đó Ln = lanthanit). Một chất xúc tác phổ biến scandium triflate được sử dụng trong các phản ứng như phản ứng aldol và phản ứng Diels-Alder. Một ví dụ là phản ứng thêm mukaiyama aldol giữa benzandehit và ether silic enol của cyclohexanone với sản lượng hoá học 81%. Phản ứng tương ứng với muối yttrium không thành công:
Triflat là một kháng chất thường được sử dụng cho phức hợp kim loại hữu cơ.